# Traductions de la Bible en vieil anglais
La Bible fait l'objet de plusieurs traductions partielles en vieil anglais à l'époque anglo-saxonne de l'histoire de l'Angleterre. La plupart sont en réalité des gloses du texte de la Vulgate, qui constitue la version la plus répandue de la Bible dans l'Occident chrétien. Leur but est de faciliter la compréhension du texte par un clergé dont la maîtrise du latin n'est pas forcément bonne. Néanmoins, la littérature vieil-anglaise peut également s'enorgueillir de traductions de passages de la Bible qui ne sont pas des gloses, et qui existent indépendamment du texte latin.
Cette démarche de traduction se poursuit après le Haut Moyen Âge, avec des versions de la Bible en moyen anglais.

## Traductions connues
Le Livre des Psaumes connaît plusieurs traductions en vieil anglais. L'évêque de Sherborne Aldhelm (mort en 709) a longtemps été considéré comme l'auteur de la traduction en vers et en prose qui figure dans le Psautier de Paris (Fonds latin 8824, Bibliothèque nationale de France), mais cette attribution n'a plus cours depuis la fin du XIXe siècle. La plus ancienne version attestée des Psaumes en vieil anglais est la glose interlinéaire en dialecte mercien qui figure dans le Psautier Vespasien, rédigé entre 725 et 775. On connaît treize autres psautiers avec des gloses en vieil anglais, dont onze remontent à l'époque anglo-saxonne,. Les plus anciennes sont celles rédigées à l'encre rouge dans le Psautier de Blickling (en) (Pierpont Morgan Library, M. 776), qui datent probablement du début du IXe siècle,. La plus tardive apparaît dans le Psautier d'Eadwine, un manuscrit du XIIe siècle. Le Psautier Tiberius, qui date du milieu du XIe siècle, inclut une glose interlinéaire continue des psaumes.
Bède le Vénérable aurait produit une traduction de l'Évangile selon Jean peu avant sa mort, en 735. Cette traduction n'est connue qu'à travers le récit de la mort de Bède par Cuthbert de Jarrow. Il faut attendre le Xe siècle pour voir se multiplier les efforts de traduction. Le roi Alfred le Grand fait ainsi traduire des passages du Pentateuque en préambule des lois qu'il promulgue, et c'est peut-être lui l'instigateur du Psautier de Paris. Entre 950 et 970, les Évangiles de Lindisfarne reçoivent une glose en dialecte northumbrien de la main d'Aldred le Scribe, qui rédige également une préface nommant les scribes et illustrateurs responsables du manuscrit. Un prêtre nommé Farman rédige vers la même période une glose de l'évangile selon Matthieu qui est conservée dans les Évangiles de Rushworth. Vers 990 apparaît une version complète des quatre Évangiles en saxon occidental. Il subsiste sept copies de ces Évangiles du Wessex (en), ce qui laisse supposer qu'ils ont été largement diffusés à l'époque. C'est également vers 990 qu'Ælfric rédige les traductions du Livre de Josué et du Livre des Juges qui figurent dans l'Hexateuque vieil-anglais aux côtés des quatre Évangiles.
Trois manuscrits de la fin du XIIe siècle présentent des textes en vieil anglais malgré leur date de composition tardive : Royal 1 A.xiv (British Library), Bodley 441 et Hatton 38 (Bibliothèque bodléienne). Ce dernier est rédigé dans la variante du saxon occidental parlée dans le Kent,. Ces manuscrits comprennent les quatre Évangiles, avec une section (Luc 16.14 à 17.1) manquante à la fois dans Hatton 38 et Royal 1 A.xiv.

## Paraphrases
D'après Bède le Vénérable, le poète Cædmon se serait inspiré de la Bible pour produire des poèmes en vieil anglais, mais il ne fait pas œuvre de traduction à proprement parler. Le manuscrit Junius, qui inclut quatre poèmes d'inspiration biblique, lui a longtemps été attribué, mais les chercheurs s'accordent à les considérer comme l'œuvre de plusieurs poètes anonymes. Il s'agit d'adaptations du Livre de la Genèse (Genèse A et Genèse B), du Livre de l'Exode (Exode), du Livre de Daniel (Daniel), et d'un dernier poème moins directement inspiré de la Bible (Le Christ et Satan).